# Mainzweiler
Mainzweiler ist ein Stadtteil von Ottweiler im Landkreis Neunkirchen im Saarland. Bis zum Jahr 1973 war Mainzweiler eine eigenständige Gemeinde.

## Lage
Mainzweiler liegt drei Kilometer nordwestlich von Ottweiler entfernt. Der Ortsbann hat seinen tiefsten Punkt bei 280 Metern und erreicht am Faulenberg die Höhe von 397 Metern. Geologisch gesehen gehört der Ort zum Prims-Blies-Hügelland, welches Teil des Pfälzer Berglandes ist, erdgeschichtlich ist der Bereich des Ortes dem Erdzeitalter Perm zuzuordnen.

## Geschichte

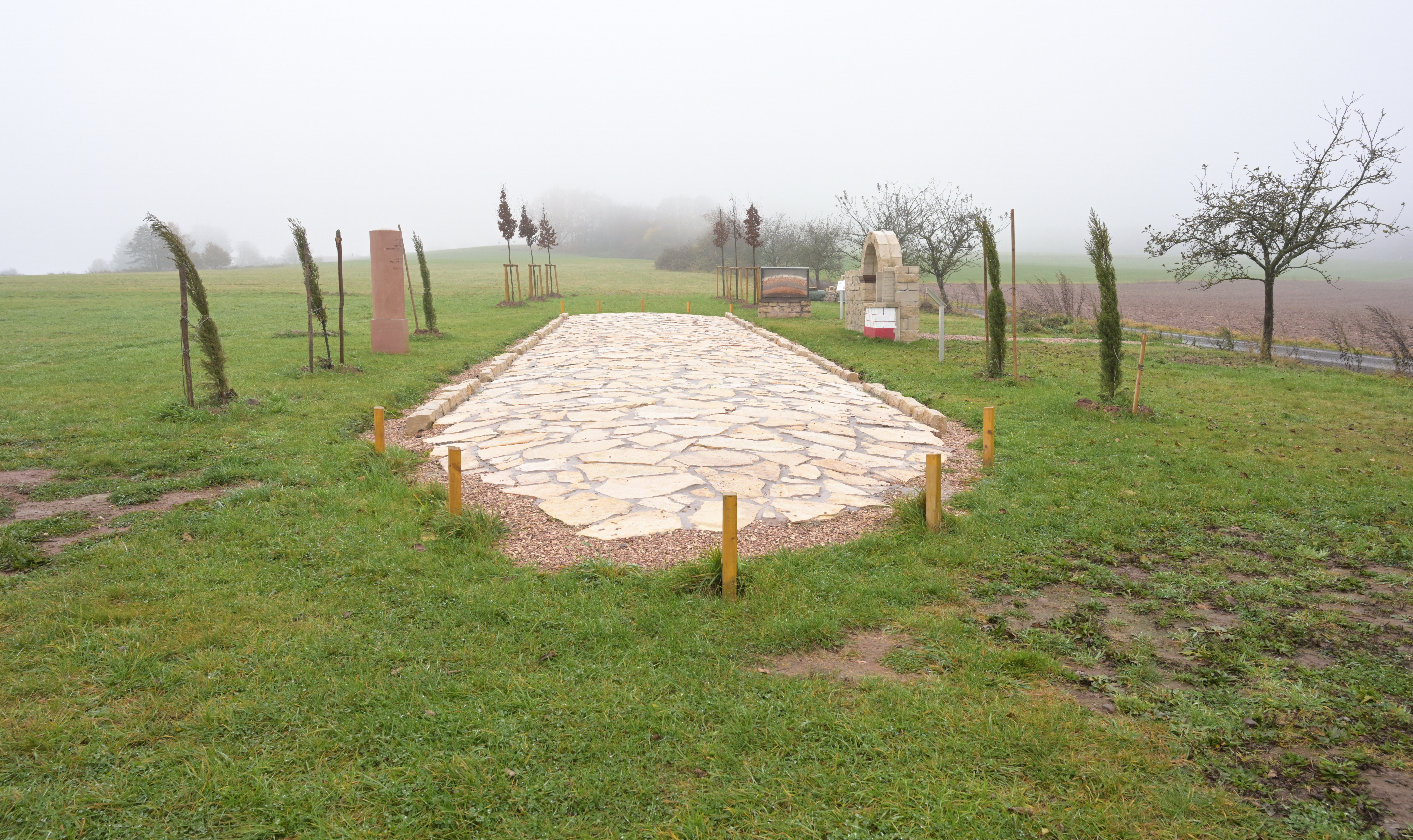
Via Romana von Mainzweiler

Mainzweiler wurde im Jahr 1429 erstmals als „Mentzwiller“ urkundlich erwähnt. Archäologische Funde lassen jedoch auf eine frühere Besiedlung schließen. So wurden 1962 auf dem Gelände des Friedhofes keltische Brandgräber aus dem 1. Jahrhundert vor Christus gefunden. Auch lässt die Lage des Ortes nahe der Rennstraße, einer Römerstraße, die von Tholey in Richtung des Homburger Stadtteils Schwarzenacker verläuft, eine frühere Besiedlung annehmen. Mainzweiler gehörte bis 1794 zum nassau-saarbrückischen Oberamt Ottweiler und bis 1814 zum Kanton Ottweiler im Saardepartement. Im Jahr 1819 bildete es zusammen mit den Orten Urexweiler, Remmesweiler und Marpingen die Bürgermeisterei Urexweiler, die zum Fürstentum Lichtenberg gehörte. 1834 kam Mainzweiler zum preußischen Kreis Sankt Wendel. Seit dem 1. Januar 1974 ist Mainzweiler ein Stadtteil von Ottweiler.

## Wirtschaft
Der Ort ist immer noch stark landwirtschaftlich geprägt. Etwa 80 % der Fläche werden landwirtschaftlich genutzt. Da aber nur wenige Einwohner in dieser Branche beschäftigt sind, pendeln die meisten Bewohner zu Arbeitsstätten in Ottweiler, Sankt Wendel und Neunkirchen (Saar).